# سورودوینسک
شهر سورودوینسک (به روسی: Северодвинск) در کشور روسیه و در اوبلاست آرخانگلسک واقع شده‌است. این شهر به خاطر تولید زیردریایی‌های اتمی روسیه مشهور است. این شهر ۱۸۰ هزار نفر جمعیت دارد و در نزدیکی شهر قطبی آرخانگلسک قرار دارد. نیمی از جمعیت سورودوینسک در صنعت کشتی سازی فعال هستند.

## نگارخانه

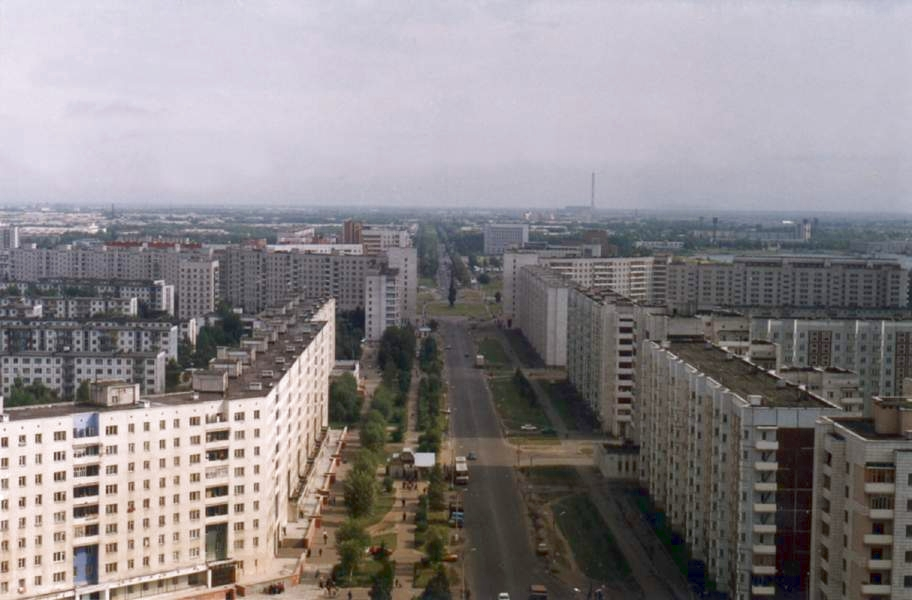
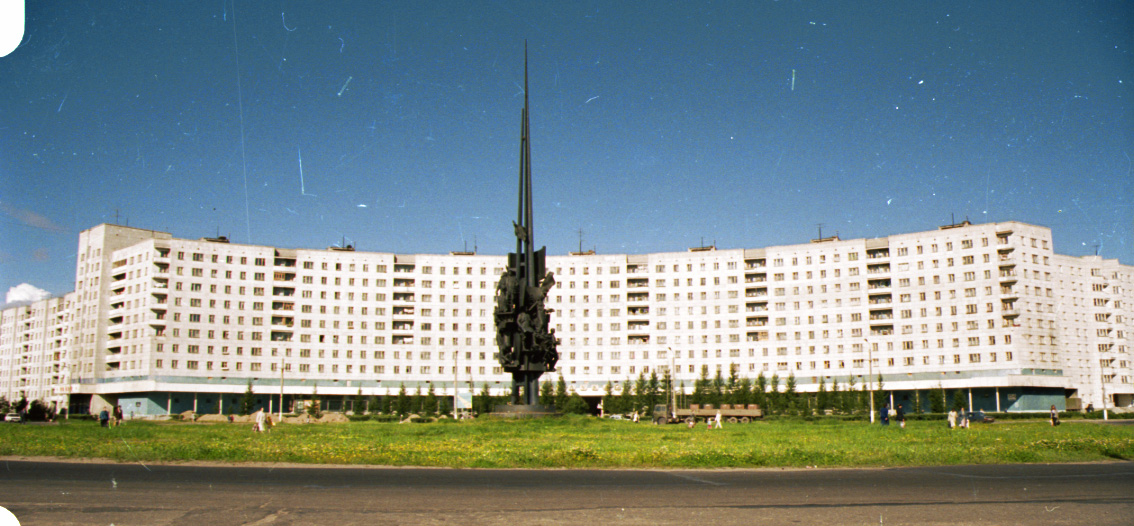
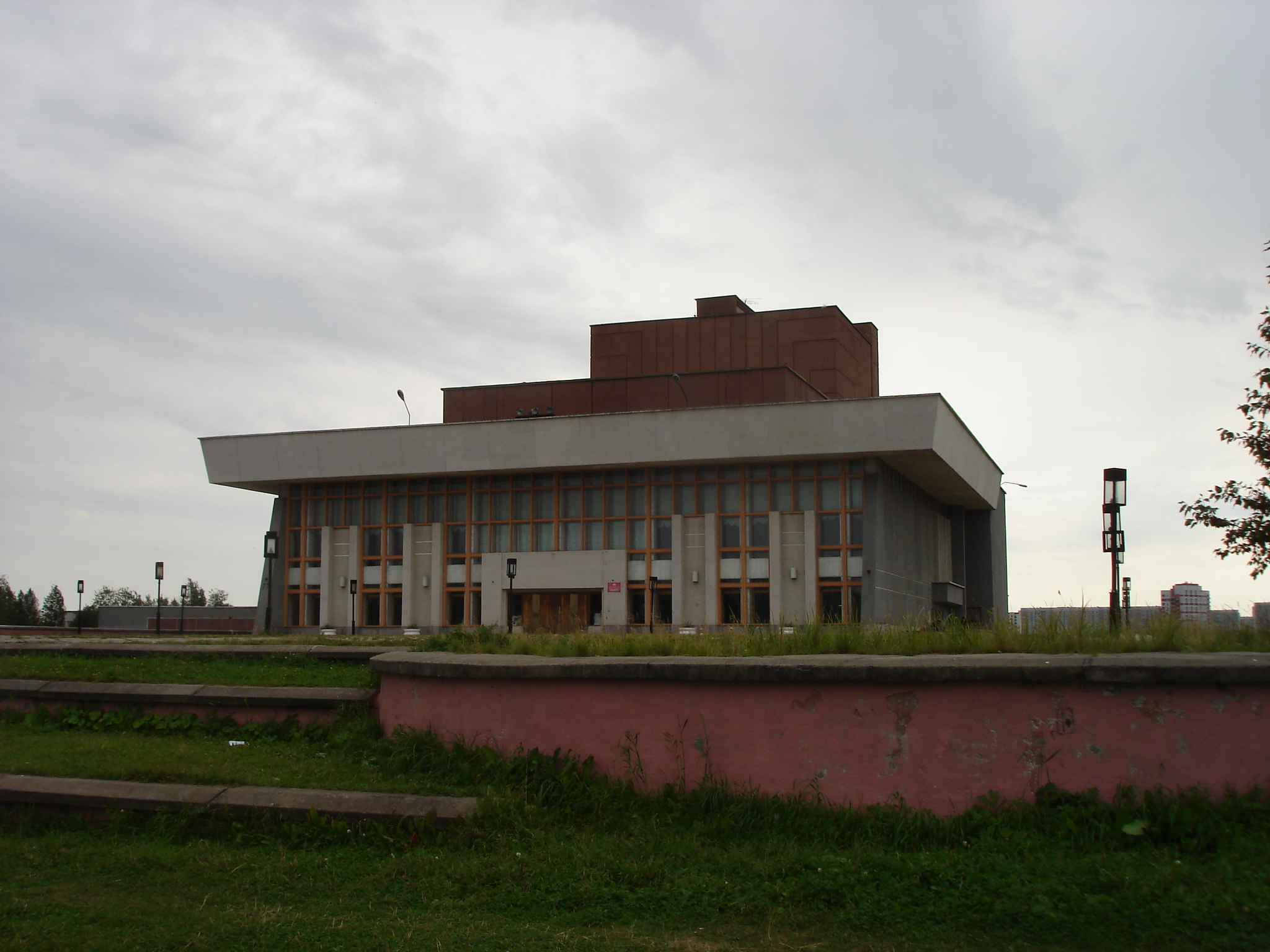
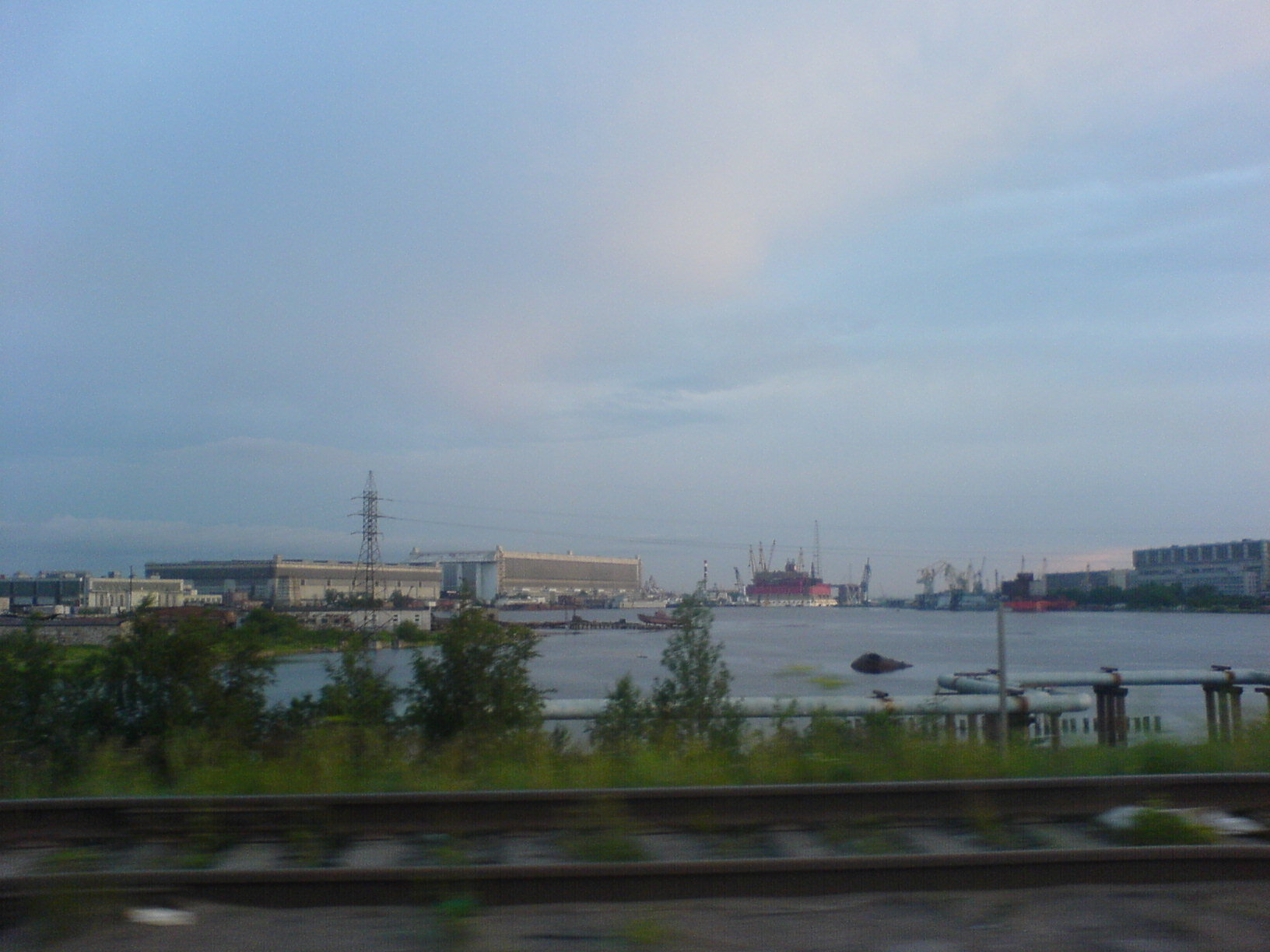
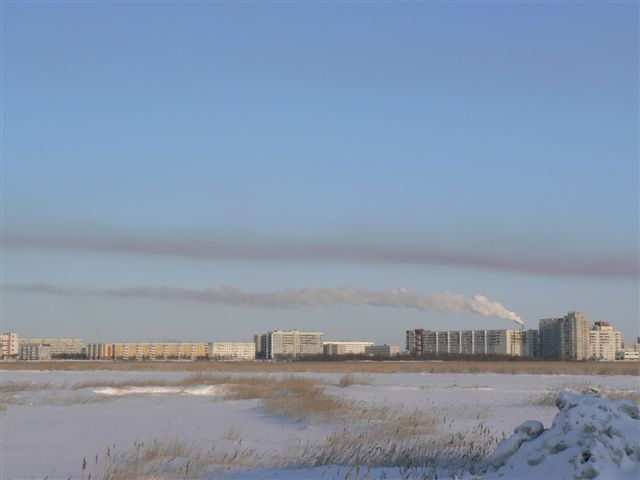